# توماس تيري ديفيس
توماس تيري ديفيس (بالإنجليزية: Thomas Terry Davis)‏ هو قاضي ومحامي وسياسي أمريكي، ولد في 1758، وتوفي في 15 نوفمبر 1807 في جيفرسونفيلي في الولايات المتحدة. حزبياً، نشط في الحزب الجمهوري الديمقراطي. وقد انتخب عضو مجلس النواب الأمريكي.